# White Love
《White Love》，是日本女子樂團SPEED的第5張單曲。1997年10月15日發行。是SPEED其中一首代表作，也是她們迄今為止最暢銷的單曲。
單曲中的兩首歌曲分別被資生堂的廣告和日清食品的廣告使用，而這兩則廣告都是由SPEED主演。
單曲發行立即成為1997年冬季假期最熱門的歌曲，總共三週成為Oricon週榜冠軍，並且成為1997年11月最暢銷單曲，由於在年底發行，所以在1997年和1998年的單曲銷量排名中分別占據第10位和第34位。還是1998年使用次數最多的卡拉OK歌曲。單曲在Oricon公信榜期間，銷量已達184.5萬張，總銷量高達200萬以上。獲得日本唱片業協會的「2 Million」唱片認證。是日本歷史上銷量第33高的單曲。
SPEED憑這張單曲獲得第39回日本唱片大賞優秀作品賞。1997年年底還首次被邀請至第48回NHK紅白歌合戰演唱《White Love》，2008年SPEED組合復出時再次被邀請至第59回NHK紅白歌合戰演唱這首歌。

## 收錄曲目
1. White Love
  - 作詞、作曲：伊秩弘將；編曲：水島康貴
2. - 作詞、作曲：伊秩弘將；編曲：水島康貴
3. White Love -Instrumental-
4. -Instrumental-